# Йосіда Масако
Йосіда Масако (яп. 吉田 雅子; нар. Японія) — японська футболістка, виступала в збірній Японії.

## Кар'єра в збірній
Дебютувала у збірній Японії 9 вересня 1981 року у поєдинку проти Італії.

## Статистика виступів у збірній
| жіноча національна збірна Японії | жіноча національна збірна Японії | жіноча національна збірна Японії |
| Рік                              | Матчі                            | Голи                             |
| -------------------------------- | -------------------------------- | -------------------------------- |
| 1981                             | 1                                | 0                                |
| Загалом                          | 1                                | 0                                |